# Соседов, Сергей Васильевич
Серге́й Васи́льевич Сосе́дов (23 мая 1968, Москва, РСФСР, СССР) — российский журналист, музыкальный критик, историк музыки, редактор, телеведущий, сценарист. Член Союза журналистов Москвы.

## Биография
Родился 23 мая 1968 года в Москве. В 1985 году окончил школу, а в 1983 году — музыкальную школу (по классу фортепиано).
После окончания средней школы Сергей Соседов работал курьером в железнодорожной газете «Гудок», где и начал свою журналистскую практику. Первый материал Сергея Соседова появился в «Гудке» в 1989 году — это было интервью с певицей Эдитой Пьехой.
Занимался самообразованием — в 1984—1993 годах слушал лекции по теории и истории музыки в московском музыкальном училище и консерватории. В 1988 году посещал режиссёрские курсы в Московском областном Институте культуры.
В 1994—1996 годах работал внештатным корреспондентом газеты «Российские вести».
В 1996 году окончил газетно-журнальное отделение факультета журналистики МГУ им. Ломоносова с красным дипломом.
Сергей Соседов стал известным после съёмок в программе «Акулы пера», выходившей на ТВ-6 в 1995—1998 годах. В 1997 году на ТВ-6 принимал участие в проекте «Акулы политпера».
Сотрудничал с изданиями «Искус», «Мегаполис—Континент».
С января 1997 по июль 1998 года работал пресс-менеджером отдела эксплуатации концертного зала (ныне «Академический») Российской Академии наук.
С декабря 1998 по апрель 2000 года был корреспондентом еженедельника «Среда» концерна «Вечерняя Москва».
С мая 2000 по май 2001 года — эксперт газетного отдела и музыкальный обозреватель газеты «Лига наций».
С июня 2001 года — музыкальный редактор-обозреватель «Рок Держава».
С сентября 2002 по май 2004 года — обозреватель ежемесячного музыкального журнала «Хит-парад».
В качестве приглашённого журналиста-эксперта Сергей Соседов регулярно участвовал в религиозной телепрограмме «Канон» на ТВ-6.
В сентябре — ноябре 2002 года на ДТВ он выступил автором сценария и ведущим нескольких выпусков еженедельного ток-шоу «Под пресс».
В 2007―2008 годах — член жюри телеконкурса «Суперстар» на НТВ.
С 2010 по 2015 год был одним из четырёх судей певческого шоу «Х-фактор» на украинском канале СТБ.
В 2017 году лишился суммы более 10 миллионов рублей в ныне закрытом банке «Югра». По этому поводу выступал в 2018 году на круглых столах в Госдуме.
С 2020 года — член жюри проекта «Суперстар! Возвращение» на НТВ.
С сентября 2021 по декабрь 2023 года — ведущий ток-шоу «За гранью» на НТВ.
С октября 2021 года по январь 2023 года — член жюри проекта X-Фактор Беларусь на телеканале «Беларусь 1».

## Политические взгляды
В 2014 году поддержал аннексию Крыма Россией.
С 2017 года выступает с провластной риторикой. Негативно отзывался о протестном движении в Беларуси, делал украинофобские заявления, крайне негативно отзывался об эмигрировавших россиянах после вторжения России на Украину.
15 января 2023 года на фоне вторжения России на Украину Соседов был внесён в санкционный список Украины. Он считает, что Украина при поддержке стран НАТО и США могла напасть на Россию, критикует российских звёзд, которые выступили против войны и покинули территорию РФ.

## Личная жизнь
Заявлял о своей гомосексуальности.

### Семья
- Отец — Василий Матвеевич Соседов (23.09.1930—2009) — по профессии милиционер, 30 лет отслужил в органах ГУВД, работал в управлении по охране метрополитена до 76 лет, умер от рака лёгкого[17][18][19].
- Мать — Антонина Петровна Соседова (род. 4 февраля 1936) — инженер-техник, на пенсии[17][18].
- Старший брат — Владимир Васильевич Соседов (род. 7 марта 1960) — инженер связи, работает менеджером по продаже сантехники[18][19].